# Gaspar Sanz

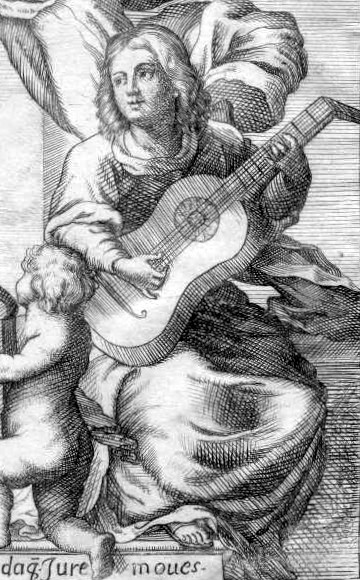
Gaspar Sanz

Gaspar Sanz (eigentlich Francisco Bartolomé Sanz y Celma; getauft am 4. April 1640 in Calanda, Königreich Aragón; † um 1710 in Madrid) war ein spanischer Komponist und Gitarrist.

## Leben und Wirkung
Sanz, geboren als Sohn einer alten und angesehenen Familie in der Nähe von Saragossa (sein Vater war Bartolomé Sanz, seine Mutter Francisca Celma) studierte Theologie und Philosophie an der Universität Salamanca, wo er den akademischen Grad eines Baccalaureus der Theologie erwarb und die licenciado in Philosophie erhielt. Kurz darauf ging er nach Neapel und Rom, wo er sich in Komposition und Gitarre bei Cristoforo Caresana und Lelio Colista ausbilden ließ. In Neapel wirkte er am königlichen Hof für Philipp IV. als Organist und in Rom, erhielt er möglicherweise Unterricht von Pietro Andrea Ziani (Organist in der Republik Venedig). Sanz studierte unter anderem die Gitarrenwerke von Giovanni Paolo Foscarini und Francesco Corbetta.

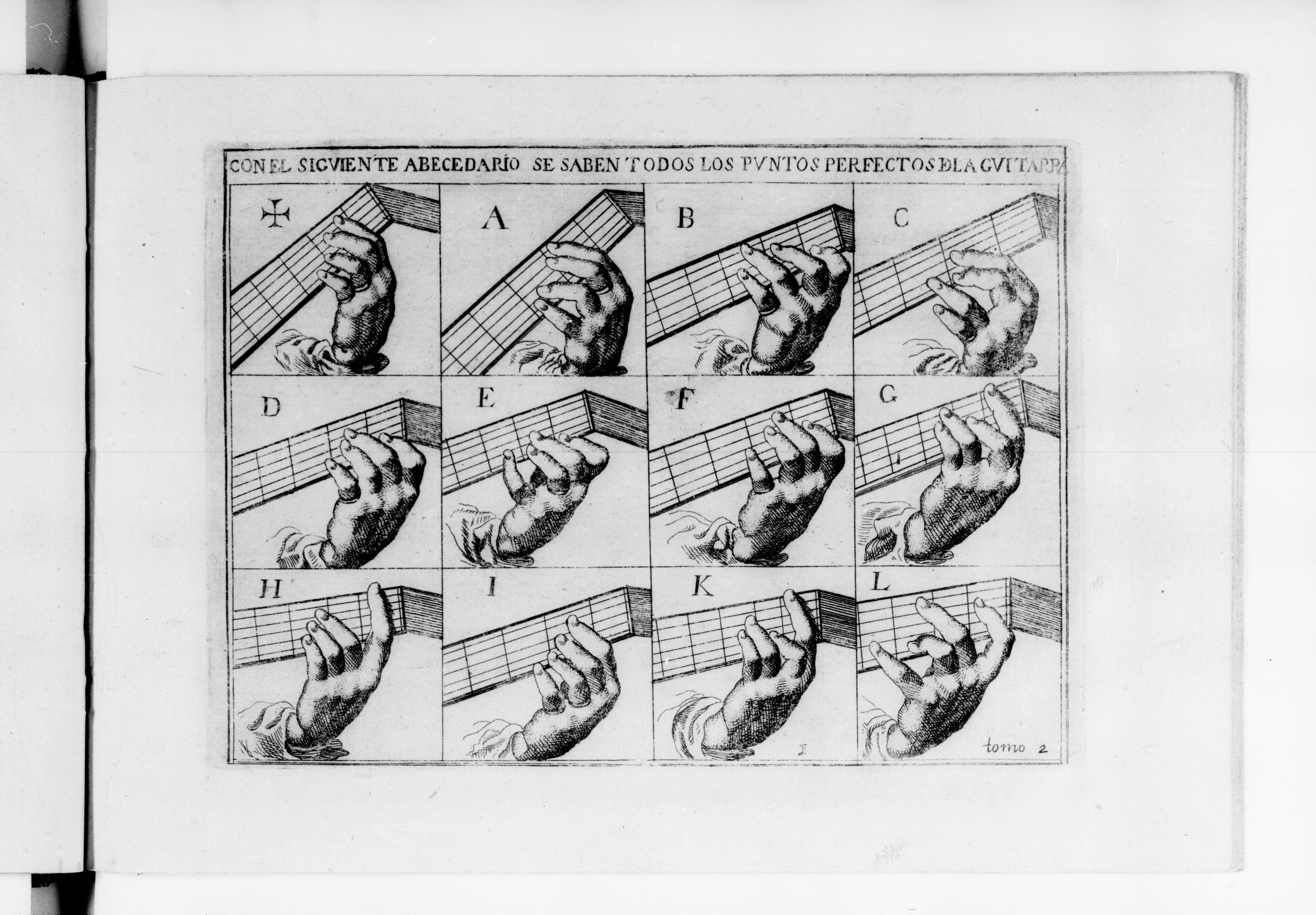
Abbildung aus Instrucción de música sobra la guitarra española (1674), die linke Hand bei verschiedenen Akkordpositionen darstellend.

Nach Spanien zurückgekehrt, veröffentlichte Sanz am 6. Dezember 1674 in Saragossa das erste bedeutende Lehrwerk für die fünfchörige Barockgitarre, die zweibändige Instrucción de música sobre la guitarra española y métodos de sus primeros rudimentos hasta tañer con destreza, das er später noch zweimal ergänzte. Das Werk lehrt Musiktheorie und Spieltechniken und enthält etwa 90 Arrangements spanischer Tänze und italienischer Melodien, die Sanz u. a. für seinen Schüler Juan José de Austria komponiert hatte, einen unehelichen Sohn Philipps IV. und Halbbruder von König Karl II., dem Widmungsträger der drei Bände des Werkes. Der Tanz Canarios gehört zu den bekanntesten Stücken daraus.
1954 schrieb der spanische Komponist Joaquín Rodrigo auf Anregung des Gitarristen Andrés Segovia die Fantasia para un Gentilhombre (‚Fantasie für einen Edelmann‘) für Gitarre und Orchester über Themen von Sanz.

## Werke (Auswahl)

### Werkausgaben und Bearbeitungen
- Luis García-Abrines: Gaspar Sanz, Instrucción de música sobre la guitarra española. Institución „Fernando el Católico“ de la Excma und Consejo Superior de Investigaciones Científicas, Saragossa 1966 (Faksimile und Kommentar) und 1979.
- Ralf Jarchow: Gaspar Sanz - Instrucción de musica sobre la Guitarra Española, Jarchow, Glinde 2001 (Kommentar und Transkription für Gitarre; dt. und engl. Übersetzung des Textes von Sanz)
- Frank Koonce: The Baroque Guitar in Spain and the New World. Mel Bay Publications, Pacific, Mo. 2006, ISBN 978-0-7866-7525-8, S. 27–47.
- Robert Strizich: The Complete Guitar Works of Gaspar Sanz. Éditions Doberman-Yppan, Saint-Nicolas, Québec 1999 (Kommentar und Transkription für Klassische Gitarre; englische Übersetzung des Textes von Sanz).
- Jerry Willard (Hrsg.): The complete works of Gaspar Sanz. 2 Bände, Amsco Publications, New York 2006 (Übersetzung des Originaltextes durch Marko Miletich), ISBN 978-0-8256-1695-2.
- Rodrigo de Zayas: Gaspar Sanz - Transcripcion, Alpuerto, Madrid 1985 (Faksimile, Kommentar und Transkription)